# Turnpike Lane (métro de Londres)
Turnpike Lane est une station de la Piccadilly line du métro de Londres.

## Situation sur le réseau
Située sous le niveau du sol, la station Turnpike Lane est située sur la Piccadilly line du métro de Londres, entre les stations de Manor House et de Wood Green.

## Histoire
La station est mise en service le 19 septembre 1932.

### Desserte

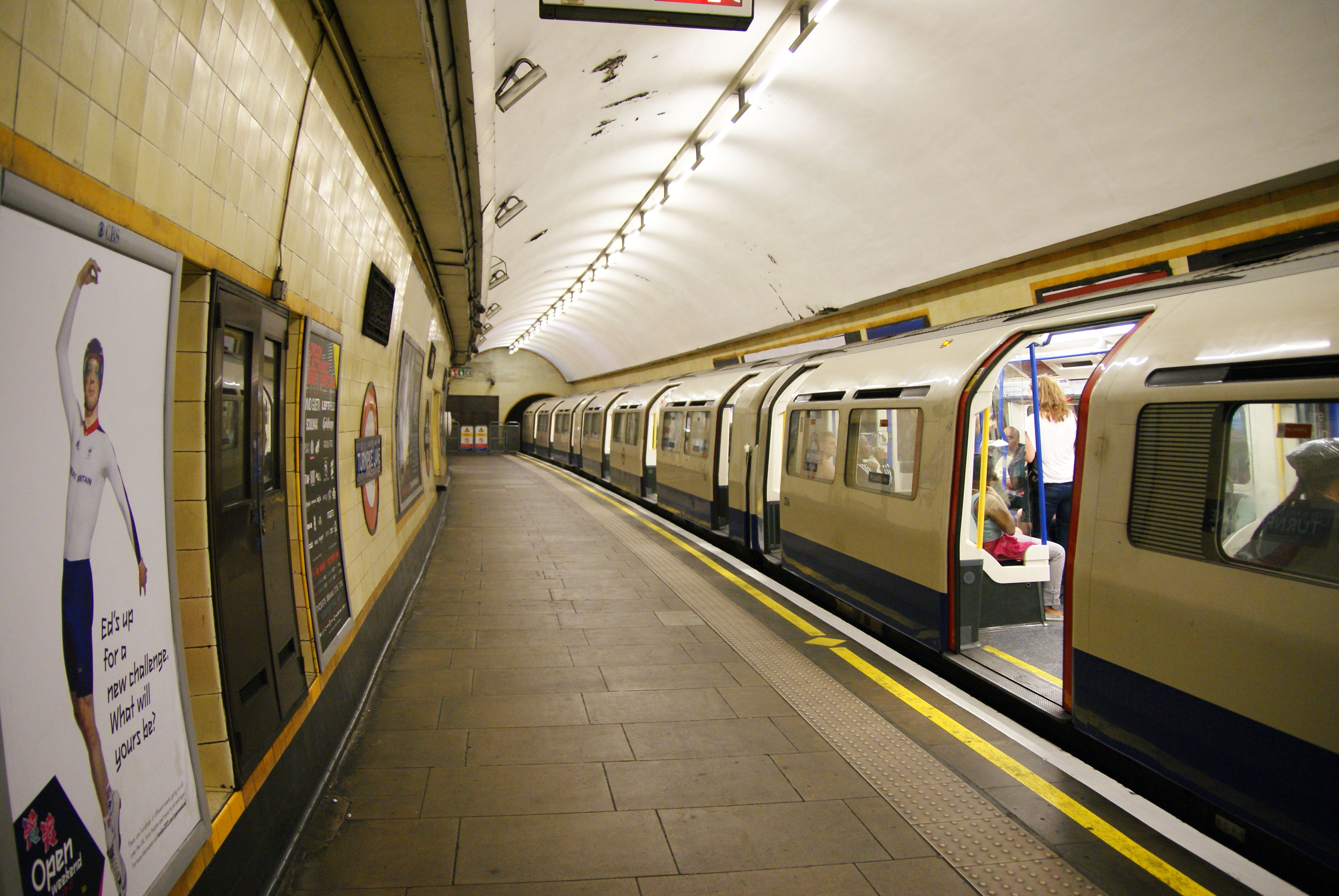
Desserte.